# Teresa Colom i Pich
Teresa Colom i Pich ou Teresa Colom, née le 12 décembre 1973, est une écrivaine et poétesse andorrane.

## Biographie
Maria Teresa Colom i Pich naît à La Seu d'Urgell, en Espagne, en 1973. Elle étudie d'abord l'économie, est diplômée de l'Université Pompeu Fabra et commence une carrière dans la finance. En marge de sa carrière, Teresa Colom se met à écrire, et remporte de nombreux prix pour ses écrits. Elle quitte alors son travail pour écrire à plein temps. Elle remporte notamment le prix Miquel Martí i Pol en 2000 et le prix Maria Àngels Anglada en 2015. Elle est considérée comme l'une des poétesses les plus importantes d'Andorre. Ses œuvres, écrites en catalan, sont traduites en plusieurs langues, dont l'espagnol, le français et l'italien,,. Depuis 2022, elle dirige la Fondation Ramon Llull.

## Œuvres
- Com mesos de juny, Edicions del Diari d'Andorre, 2001[5].
- La temperatura d'uns llavis, Edicions del Diari d'Andorra, 2002.
- Elégies del final conegut, Abadia Editors, 2005.
- On tot és vider, Pagès Éditeurs, 2009.
- La meva mare es preguntava per la mort, Pagès Éditeurs, 2012[4].
- La senyoreta Keaton et autres besties Empúries La Huerta Grande, 2015.
- Consciència, Empúries, 2019[2],[6],[7].